# وویودواو
وویودواو (به لاتین: Voyvodovo) یک منطقهٔ مسکونی در بلغارستان است که در شهرستان هاسکوفو واقع شده‌است.